# Hradčany (okres Nymburk)
Hradčany (německy Ratschan) jsou obec v okrese Nymburk ve Středočeském kraji. Leží asi třináct kilometrů východně od města Poděbrady. Žije zde 283 obyvatel.

## Historie
První písemná zmínka o obci pochází z roku 1790.

## Obyvatelstvo
| Rok            | 1869 | 1880 | 1890 | 1900 | 1910 | 1921 | 1930 | 1950 | 1961 | 1970 | 1980 | 1991 | 2001 | 2011 | 2021 |
| -------------- | ---- | ---- | ---- | ---- | ---- | ---- | ---- | ---- | ---- | ---- | ---- | ---- | ---- | ---- | ---- |
| Počet obyvatel | 678  | 712  | 693  | 732  | 701  | 741  | 629  | 449  | 440  | 337  | 284  | 243  | 235  | 249  | 274  |
| Počet domů     | 97   | 109  | 115  | 120  | 126  | 131  | 153  | 159  | 147  | 134  | 110  | 149  | 160  | 159  | 165  |

## Obecní správa

### Územněsprávní začlenění
Dějiny územněsprávního začleňování zahrnují období od roku 1850 do současnosti. V chronologickém přehledu je uvedena územně administrativní příslušnost obce v roce, kdy ke změně došlo:
- 1850 země česká, kraj Jičín, politický i soudní okres Poděbrady, obec Kolaje[6]
- 1855 země česká, kraj Čáslav, soudní okres Poděbrady, obec Kolaje
- 1868 země česká, politický i soudní okres Poděbrady, obec Kolaje
- 1878 země česká, politický i soudní okres Poděbrady[7]
- 1939 země česká, Oberlandrat Kolín, politický i soudní okres Poděbrady[8]
- 1942 země česká, Oberlandrat Hradec Králové, politický okres Nymburk, soudní okres Poděbrady[9]
- 1945 země česká, správní i soudní okres Poděbrady[10]
- 1949 Pražský kraj, okres Poděbrady[11]
- 1960 Středočeský kraj, okres Nymburk
- 2003 Středočeský kraj, okres Nymburk, obec s rozšířenou působností Poděbrady

### Obecní symboly
Znak a vlajka byly obci uděleny rozhodnutím předsedy Poslanecké sněmovny Parlamentu České republiky dne 14. prosince 2018.

## Doprava
Dopravní síť
- Pozemní komunikace – Do obce vedou silnice III. třídy. Ve vzdálenosti jeden kilometr vede silnice II/611 Praha - Sadská - Poděbrady - Hradec Králové.

- Železnice – Železniční trať ani stanice na území obce nejsou. Nejblíže obci je železniční stanice Dobšice nad Cidlinou ve vzdálenosti 2,5 kilometru ležící na trati 020 z Velkého Oseka do Chlumce nad Cidlinou a Hradce Králové.

Veřejná doprava 2011
- Autobusová doprava – V obci zastavovaly autobusové linky Městec Králové-Kolín (v pracovních dnech 6 spojů), Poděbrady-Hradčany (v pracovních dnech 3 spoje tam i zpět) a Městec Králové-Poděbrady (v pracovních dnech 2 spoje) (dopravce Okresní autobusová doprava Kolín, s. r. o.). O víkendu byla obec bez dopravní obsluhy.

## Pamětihodnosti
- V katastrálním území obce leží přírodní památka Báň.
- Tvrziště Zámeček a zaniklá středověká ves
- Tvrz Stará Báň